# República Socialista Soviética da Pérsia
República Socialista Soviética da Pérsia (amplamente conhecida como República Soviética de Gilan) foi uma república soviética de curta duração na província iraniana de Gilan, que durou de junho de 1920 até setembro de 1921. Foi estabelecida por Mirza Koochak Khan, líder do Movimento Constitucionalista de Gilan, e seus Jangali, com a ajuda do Exército Vermelho soviético.